# 가지 이모지

가지 이모지

가지 이모지(🍆)는 보라색 가지를 바탕으로 한 이모지다. 외관이 인간의 음경으로 보이기 때문에 소셜 미디어에서 성 관련 대화를 하기 위해 완곡적 및 외설적으로 사용하고 있다. 엉덩이 (또는 외음부)를 나타내는 복숭아 이모지(🍑)와 자주 같이 사용된다.

## 컴퓨팅 코드
| 미리 보기                 | 🍆              | 🍆          |
| ------------------------- | --------------- | ----------- |
| 유니코드 이름             | AUBERGINE       | AUBERGINE   |
| 인코딩                    | 10진            | 16진        |
| 유니코드                  | 127814          | U+1F346     |
| UTF-8                     | 240 159 141 134 | F0 9F 8D 86 |
| UTF-16                    | 55356 57158     | D83C DF46   |
| 수치 문자 참조            | &#127814;       | &#x1F346;   |
| Shift JIS (au by KDDI)    | 243 144         | F3 90       |
| Shift JIS (SoftBank 3G)   | 249 234         | F9 EA       |
| 7-bit JIS (au by KDDI)    | 121 112         | 79 70       |
| Emoji shortcode           | :eggplant:      | :eggplant:  |
| Google name (pre-Unicode) | EGGPLANT        | EGGPLANT    |
| CLDR text-to-speech name  | eggplant        | eggplant    |
| Google substitute string  | [ナス]          | [ナス]      |